# Закон Украины «Об особом порядке местного самоуправления в отдельных районах Донецкой и Луганской областей»
Закон Украины «Об особом порядке местного самоуправления в отдельных районах Донецкой и Луганской областей» (укр. «Про особливий порядок місцевого самоврядування в окремих районах Донецької та Луганської областей»; номер — № 1680-VII) — закон, разработанный в соответствии с положениями Минского протокола и принятый Верховной радой Украины 15 сентября 2014 года. Предполагал введение особого порядка местного самоуправления сроком на 3 года для отдельных районов Донецкой и Луганской областей — территорий, не контролировавшихся украинскими силами по состоянию на день принятия закона.
17 марта 2015 года Верховная рада Украины приняла новую версию закона «О временном порядке местного самоуправления в отдельных районах Донецкой и Луганской областей». Согласно новой редакции, все особые полномочия отдельные районы Донецкой и Луганской области получат после проведения местных выборов, которые украинские власти намерены провести по украинским законам и международным стандартам с участием всех политических сил Украины. Представители самопровозглашённых ДНР и ЛНР выступили против этого закона и обвинили Киев в срыве Минских соглашений, однако после консультаций на международном уровне стороны вернулись к проведению переговоров в формате Контактной группы.
Полный перечень районов и населенных пунктов, в которых может быть введён особый порядок местного самоуправления, определён 17 марта 2015 года постановлением Верховной рады Украины на основе линии разграничения по состоянию на 19 сентября 2014 года (дата подписания Минского меморандума).
В октябре 2017 года срок действия закона продлен на год, в октябре 2018 — до 31 декабря 2019, в декабре 2019 — до 31 декабря 2020, в декабре 2020 — до 31 декабря 2021, в декабре 2021 — до 31 декабря 2022.
Фактически утратил силу в связи с началом вторжения России на Украину.

## История

### Предыстория
Антипрезидентские и антиправительственные акции на Украине (Евромайдан), завершившиеся смещением Виктора Януковича с поста президента страны в феврале 2014 года, обострили существовавшие глубинные внутренние противоречия между в основном украиноязычным северо-западом и русскоязычным юго-востоком Украины.
В конце февраля — начале марта 2014 года города юго-восточных регионов были охвачены массовыми общественно-политическими акциями против новой власти на Украине, участники которых «выражали тревогу по поводу исключения русскоязычного населения из процесса государственного управления» в стране и потребовали придать русскому языку статус второго государственного языка Украины. В областных центрах Юго-Востока накал противостояния привёл к столкновениям между сторонниками и противниками новой власти, в ходе которых появились первые жертвы. В отчёте Миссии ОБСЕ по оценке положения в области прав человека, работавшей на Украине в марте-апреле 2014 года, указывалось, что с конца февраля 2014 года возникла тенденция одновременного проведения собраний, организуемых группами сторонников и противников Майдана, с применением насилия. За единичными вспышками насилия последовали более жёсткие столкновения.
Обострению гражданского противостояния способствовало и развитие событий на Крымском полуострове. Здесь, как и в других юго-восточных регионах, также происходили массовые выступления против новой власти Украины и её сторонников, которые были поддержаны Россией. На основании результатов противоречившего украинской конституции референдума о присоединении Крыма к России, 18 марта Крым был аннексирован Россией. Этот исход крымских событий вдохновил радикальные пророссийские силы в ряде других регионов страны (в том числе в Донецкой и Луганской областях Украины), а также националистические организации в России на повторение «крымского сценария» (вплоть до присоединения к России) в других юго-восточных регионах Украины, и от «простого неприятия» новой украинской власти те перешли к активному сопротивлению и свержению её местных сторонников.
Ситуация резко обострилась в апреле 2014 года. На территории Донецкой и Луганской областей конфликт перерос в вооружённое противостояние. Пророссийские активисты объявили о провозглашении Донецкой и Луганской народных республик и высказались о намерении провести референдумы о независимости (состоялись 11 мая 2014 года, к этому моменту самопровозглашённые республики взяли под свой контроль часть территорий областей). Украинская же власть, вознамерившись не допустить повторения «крымского сценария», объявила о начале силовых действий против лиц, захватывающих административные здания на востоке страны.
В рамках конфликта Украина, страны ЕС, США, а также международные организации неоднократно указывали на решающую роль России в контроле самопровозглашённых республик, а также заявляли об участии вооруженных формирований РФ в конфликте.

### Создание территории с особым порядком местного самоуправления
16 сентября 2014 года Верховная Рада Украины приняла закон «Об особом порядке местного самоуправления».
7 ноября 2014 года Кабмин Украины утвердил перечень населённых пунктов, которые не подконтрольны Украине.
17 марта 2015 года Верховная Рада Украины приняла Постановление об определении отдельных районов, городов, посёлков и сёл Донецкой и Луганской областей, в которых вводится особый порядок местного самоуправления, в приложении которого указана линия с привязкой к местности, к востоку от которой и до государственной границы Украины с Российской Федерацией расположены данные населённые пункты, согласно Минскому меморандуму от 19 сентября 2014 года. Это означало, что в пределы территорий не были включены населённые пункты, контроль над которыми был утрачен Украиной после указанной даты — в частности, имеющий стратегическое значение город Дебальцево. В тот же день Верховная рада также приняла постановление о признании данных территорий «временно оккупированными», а 18 января 2018 года приняла закон «Об особенностях государственной политики по обеспечению государственного суверенитета Украины над временно оккупированными территориями в Донецкой и Луганской областях», который, «с учётом необходимых изменений», распространил действие закона «Об обеспечении прав и свобод граждан и правовом режиме на временно оккупированной территории Украины» (кроме норм о порядке въезда и выезда и о территориальной подсудности дел) на неподконтрольную Украине часть территорий Донецкой и Луганской областей.

## Нормы закона

### Амнистия[34]
- Недопущение уголовного преследования, привлечение к уголовной, административной ответственности и наказание лиц – участников событий на территории Донецкой, Луганской областей»
- «Запрещается дискриминация, преследование и привлечение к ответственности по поводу событий, которые имели место в Донецкой, Луганской областях».

### Статус русского языка[35]
- «В общественной и частной жизни, изучение и поддержка русского и любого другого языка, их свободное развитие и равноправие».

### Местные выборы
- назначение на 7 декабря 2014 внеочередных выборов депутатов районных, городских, районных в городах, поселковых, сельских советов, сельских, поселковых, городских голов в отдельных районах (см. Всеобщие выборы в Донецкой Народной Республике (2014) и Всеобщие выборы в Луганской Народной Республике (2014));
- невозможность досрочного прекращения полномочий депутатов местных советов и должностных лиц, избранных на внеочередных выборах;

### Правоохранители
Решением городских, поселковых, сельских советов создаются отряды народной милиции, координация деятельности осуществляется соответствующей сельской, поселковой, городской главой.
- Отряды народной милиции (см. народная милиция ДНР и народная милиция ЛНР) образуются на добровольной основе из числа граждан Украины, постоянно проживающих в соответствующих населенных пунктах, — говорится в документе.

## Границы
Согласно Постановлению № 252 от 17 марта 2015 года «Об определении отдельных районов, городов, поселков и сел Донецкой и Луганской областей, в которых вводится особый порядок местного самоуправления», территории ограничиваются государственной границей между Украиной и Российской Федерацией, урезом воды Азовского моря и линией, указанной в приложении.
| Наименование населённого пункта, ориентир на местности | Координаты                      | Примечание                   |
| ------------------------------------------------------ | ------------------------------- | ---------------------------- |
| Новокиевка                                             | 48°35′27″ с. ш. 39°40′56″ в. д. | входит в отдельные районы    |
| Станица Луганская                                      | 48°38′22″ с. ш. 39°30′48″ в. д. | не входит в отдельные районы |
| Артёма                                                 | 48°46′37″ с. ш. 39°19′00″ в. д. | не входит в отдельные районы |
| Луганская ГРЭС                                         | 48°44′15″ с. ш. 39°16′57″ в. д. | не входит в отдельные районы |
| Счастье                                                | 48°44′08″ с. ш. 39°14′40″ в. д. | не входит в отдельные районы |
| Раёвка                                                 | 48°41′12″ с. ш. 39°10′37″ в. д. | входит в отдельные районы    |
| Трёхизбенка                                            | 48°45′01″ с. ш. 38°58′15″ в. д. | не входит в отдельные районы |
| Красный Лиман                                          | 48°43′52″ с. ш. 38°57′24″ в. д. | входит в отдельные районы    |
| Славяносербск                                          | 48°41′33″ с. ш. 38°58′24″ в. д. | входит в отдельные районы    |
| Смелое                                                 | 48°40′12″ с. ш. 38°55′10″ в. д. | не входит в отдельные районы |
| пересечение дорог                                      | 48°41′40″ с. ш. 38°46′49″ в. д. | не входит в отдельные районы |
| Новотошковское                                         | 48°43′18″ с. ш. 38°38′01″ в. д. | не входит в отдельные районы |
| Нижнянский разъезд                                     | 48°42′53″ с. ш. 38°34′58″ в. д. | не входит в отдельные районы |
| Орехово                                                | 48°42′47″ с. ш. 38°34′23″ в. д. | не входит в отдельные районы |
| Золотое                                                | 48°42′55″ с. ш. 38°31′09″ в. д. | не входит в отдельные районы |
| Золотое                                                | 48°41′37″ с. ш. 38°30′39″ в. д. | входит в отдельные районы    |
| Катериновка                                            | 48°40′40″ с. ш. 38°30′37″ в. д. | не входит в отдельные районы |
| Молодёжное                                             | 48°38′38″ с. ш. 38°28′50″ в. д. | входит в отдельные районы    |
| Первомайск                                             | 48°36′58″ с. ш. 38°31′02″ в. д. | входит в отдельные районы    |
| Калиново                                               | 48°33′39″ с. ш. 38°34′10″ в. д. | не входит в отдельные районы |
| Алмазная                                               | 48°31′32″ с. ш. 38°33′57″ в. д. | входит в отдельные районы    |
| Анновка                                                | 48°28′53″ с. ш. 38°32′43″ в. д. | не входит в отдельные районы |
| Ломоватка                                              | 48°27′16″ с. ш. 38°34′05″ в. д. | не входит в отдельные районы |
| Вергулёвка                                             | 48°24′05″ с. ш. 38°32′10″ в. д. | не входит в отдельные районы |
| отметка 298,0                                          | 48°23′10″ с. ш. 38°34′25″ в. д. | не входит в отдельные районы |
| Оленовка                                               | 48°24′23″ с. ш. 38°34′13″ в. д. | входит в отдельные районы    |
| Софиевка                                               | 48°22′11″ с. ш. 38°33′08″ в. д. | входит в отдельные районы    |
| Центральный                                            | 48°20′57″ с. ш. 38°34′38″ в. д. | входит в отдельные районы    |
| Шахта № 2                                              | 48°19′50″ с. ш. 38°34′00″ в. д. | не входит в отдельные районы |
| Никишино                                               | 48°14′39″ с. ш. 38°32′28″ в. д. | не входит в отдельные районы |
| разъезд Кумшацкий                                      | 48°12′10″ с. ш. 38°29′23″ в. д. | не входит в отдельные районы |
| остановочная платформа 20 км                           | 48°09′30″ с. ш. 38°32′03″ в. д. | не входит в отдельные районы |
| Петропавловка                                          | 48°08′15″ с. ш. 38°31′42″ в. д. | входит в отдельные районы    |
| Орлово-Ивановка                                        | 48°10′00″ с. ш. 38°28′16″ в. д. | не входит в отдельные районы |
| Новоорловка                                            | 48°10′57″ с. ш. 38°24′10″ в. д. | не входит в отдельные районы |
| Малоорловка                                            | 48°10′58″ с. ш. 38°20′04″ в. д. | не входит в отдельные районы |
| Юнокоммунаровск                                        | 48°12′43″ с. ш. 38°17′55″ в. д. | входит в отдельные районы    |
| Славное                                                | 48°13′17″ с. ш. 38°19′26″ в. д. | не входит в отдельные районы |
| отметка 215,6                                          | 48°14′52″ с. ш. 38°16′40″ в. д. | входит в отдельные районы    |
| Александровское                                        | 48°15′59″ с. ш. 38°17′06″ в. д. | входит в отдельные районы    |
| Грозное                                                | 48°17′43″ с. ш. 38°18′49″ в. д. | не входит в отдельные районы |
| Углегорск                                              | 48°18′09″ с. ш. 38°14′56″ в. д. | не входит в отдельные районы |
| Горловка                                               | 48°19′30″ с. ш. 38°11′43″ в. д. | входит в отдельные районы    |
| Гурты                                                  | 48°21′26″ с. ш. 38°10′14″ в. д. | входит в отдельные районы    |
| Лозовое                                                | 48°22′59″ с. ш. 38°14′20″ в. д. | не входит в отдельные районы |
| Байрак                                                 | 48°23′38″ с. ш. 38°09′15″ в. д. | входит в отдельные районы    |
| Гольмовский                                            | 48°23′52″ с. ш. 38°04′58″ в. д. | не входит в отдельные районы |
| Зайцево                                                | 48°23′34″ с. ш. 38°01′48″ в. д. | не входит в отдельные районы |
| железнодорожная станция Майорская                      | 48°23′42″ с. ш. 37°58′45″ в. д. | не входит в отдельные районы |
| Кирово                                                 | 48°23′34″ с. ш. 37°54′59″ в. д. | не входит в отдельные районы |
| Торецк                                                 | 48°23′35″ с. ш. 37°49′40″ в. д. | не входит в отдельные районы |
| Ленинское                                              | 48°21′56″ с. ш. 37°54′37″ в. д. | не входит в отдельные районы |
| Шумы                                                   | 48°22′00″ с. ш. 37°55′00″ в. д. | входит в отдельные районы    |
| Новгородское                                           | 48°19′10″ с. ш. 37°52′55″ в. д. | не входит в отдельные районы |
| Широкая Балка                                          | 48°17′19″ с. ш. 37°58′04″ в. д. | не входит в отдельные районы |
| Озеряновка                                             | 48°14′55″ с. ш. 37°59′09″ в. д. | не входит в отдельные районы |
| Михайловка                                             | 48°15′02″ с. ш. 37°59′25″ в. д. | не входит в отдельные районы |
| Пантелеймоновка                                        | 48°12′26″ с. ш. 37°57′50″ в. д. | входит в отдельные районы    |
| Верхнеторецкое                                         | 48°11′38″ с. ш. 37°54′24″ в. д. | не входит в отдельные районы |
| Ясиноватая                                             | 48°08′09″ с. ш. 37°49′47″ в. д. | входит в отдельные районы    |
| Авдеевка                                               | 48°07′12″ с. ш. 37°46′59″ в. д. | не входит в отдельные районы |
| Опытное                                                | 48°05′30″ с. ш. 37°43′52″ в. д. | не входит в отдельные районы |
| Весёлое                                                | 48°04′01″ с. ш. 37°43′20″ в. д. | не входит в отдельные районы |
| Пески                                                  | 48°04′15″ с. ш. 37°40′21″ в. д. | не входит в отдельные районы |
| отметка 221,1                                          | 48°01′23″ с. ш. 37°38′50″ в. д. | не входит в отдельные районы |
| Красногоровка                                          | 48°00′16″ с. ш. 37°31′42″ в. д. | не входит в отдельные районы |
| Трудовское                                             | 47°57′18″ с. ш. 37°29′37″ в. д. | входит в отдельные районы    |
| Марьинка                                               | 47°56′35″ с. ш. 37°30′51″ в. д. | не входит в отдельные районы |
| Кременец                                               | 47°54′35″ с. ш. 37°37′17″ в. д. | входит в отдельные районы    |
| Славное                                                | 47°50′09″ с. ш. 37°35′00″ в. д. | не входит в отдельные районы |
| железнодорожная станция Оленовка                       | 47°50′13″ с. ш. 37°33′40″ в. д. | входит в отдельные районы    |
| Оленовка                                               | 47°49′23″ с. ш. 37°38′41″ в. д. | входит в отдельные районы    |
| Любовка                                                | 47°49′57″ с. ш. 37°44′59″ в. д. | не входит в отдельные районы |
| Новобешево                                             | 47°48′42″ с. ш. 37°52′07″ в. д. | не входит в отдельные районы |
| Александровка                                          | 47°49′00″ с. ш. 37°58′45″ в. д. | входит в отдельные районы    |
| Старобешево                                            | 47°45′06″ с. ш. 38°01′56″ в. д. | входит в отдельные районы    |
| Раздольное                                             | 47°36′48″ с. ш. 38°02′02″ в. д. | не входит в отдельные районы |
| Староласпа                                             | 47°33′38″ с. ш. 37°58′58″ в. д. | не входит в отдельные районы |
| Гранитное                                              | 47°27′34″ с. ш. 37°51′54″ в. д. | не входит в отдельные районы |
| Чермалык                                               | 47°18′44″ с. ш. 37°49′30″ в. д. | не входит в отдельные районы |
| Павлополь                                              | 47°15′40″ с. ш. 37°47′18″ в. д. | не входит в отдельные районы |
| Талаковка                                              | 47°11′22″ с. ш. 37°43′44″ в. д. | не входит в отдельные районы |
| Коминтерново                                           | 47°10′22″ с. ш. 37°49′25″ в. д. | входит в отдельные районы    |
| Саханка                                                | 47°07′39″ с. ш. 37°52′14″ в. д. | входит в отдельные районы    |
| Широкино                                               | 47°05′52″ с. ш. 37°49′40″ в. д. | не входит в отдельные районы |